# Universidad de Deusto
Universidad de Deusto (bask. Deustuko Unibertsitatea) – hiszpański uniwersytet z siedzibą w Bilbao, założony i prowadzony przez jezuitów.
Uniwersytet powstał w 1886, ponieważ Kraj Basków chciał mieć własną szkołę wyższą. Nazwa Uniwersytetu pochodzi od miejscowości Deusto, na terenie której powstał jej główny gmach. Obecnie Deusto to dzielnica Bilbao.
Obecnie uniwersytet posiada 9967 studentów.